# 陳啟泰
陳啟泰（1964年7月16日—），男，香港出生，香港演員、歌手及主持人，因主持亞洲電視遊戲節目《百萬富翁》而廣為香港觀眾認識。

## 背景

### 早年生活
陳啟泰的父親是一名輔警警司，他早年在香港島成長，畢業於聖貞德幼稚園、聖保羅男女中學附屬小學和聖保羅男女中學，中五畢業後於加拿大渥太華Fisher Park High School升讀中六，再入讀卡爾頓大學修讀經濟。在1983年假期返港時，曾參加無綫電視和華星唱片的第二屆新秀歌唱大賽。1984年暑假時則回港為周梁淑怡公司任兼職編導，負責協助關正傑1984年演唱會的助理如練習唱歌項目。大學畢業後回港，任職美國摩根大通（現時由渣打銀行管理）客戶服務部主任，因厭惡朝九晚五之刻板生活，毅然辭職。約1986年再次參加無綫電視和華星唱片的第五屆新秀歌唱比賽，同樣未能入圍。其後在其父親朋友周明權介紹下到周梁淑怡的「富才製作」從事一年多幕後工作，當過廣告如佐丹奴、卡拉OK的模特兒等。直至1988年中期參加由香港電台於香港演藝學院舉辦的「88新星香港電台聽歌學英文歌唱大賽」，結果取得第二名和獲得赴香港華納唱片試音，同屆參賽者有歌手仇雲峰（該屆冠軍）、唱片騎師李志剛以及女子組合「Face to Face」兩位成員。陳啟泰試音後未獲簽約為歌手，只有冠軍仇雲峰成為旗下歌手，然而陳啟泰已萌生想加入娛樂圈的念頭。最終透過「富才製作」的同事引薦加入電視台。

### 電視發展
1990年，陳啟泰獲得無綫電視監製推薦，同年進入無綫工作。第一個工作是與余文詩，鄧梓峰，吳潔梅及祝文君等主持《香港早晨》（當時以清談節目形式製作及直播，後期至1993年改為純新聞節目），後來又任無綫皇牌長壽節目《K-100》和《歡樂今宵》主持，同時也擔當不少旅遊節目的主持，走遍世界各地。他亦有演出劇集，一般都是演繹配角，較為人熟悉的是1994年《再見亦是老婆》的「馬子儒」、1997年《大鬧廣昌隆》的「車達夫」和《隱形怪傑》的反派角色「徐力圖」。
陳啟泰有感在無綫缺乏發揮空間，知名度不高，適逢亞洲電視以高一倍薪金禮聘挖角，而且陳啟泰找了新經紀人，陳啟泰通過經紀人關係於1998年約滿無綫後決定選擇過檔亞洲電視。一直到2020年，陳啟泰才首度重返無綫，為歌唱節目《流行經典50年》擔任表演嘉賓。惟到目前為止，陳啟泰暫時未有打算回巢無綫後參演劇集或擔任主持。
儘管陳啟泰在轉投亞視後期間主力擔任演員兼節目主持，他同期也出演不少劇集，如《我和殭屍有個約會》三部曲系列。2001年憑主持遊戲節目《百萬富翁》打響名堂，獲各方爭邀演出。此後他大多在多個亞視大型綜藝電視節目中出任司儀，包括台慶、《十大電視廣告頒獎典禮》和《亞洲小姐競選》等等。又因《百萬富翁》收視率高的關係，陳啟泰於國內知名度甚高，結果由2007年起，簽約國內唱片公司，到内地發展音樂事業。
到了2009年尾，由於亞視節目製作大量減少，身為亞視合約藝員的陳啟泰，破天荒以借將形式，替有線主持節目《神探CSI》。同年8月與亞視合約屆滿，因亞視未有派人洽談續約，加上電視台高層覺得他的薪金水平太高而不想跟他續約，陳啟泰選擇約滿離開亞視。同年10月與香港有線電視簽約，是少有先後服務無綫、亞視、有線三大電視台的藝人。

### 近況
陳啟泰於2009年離開亞視後便轉投至香港有線電視，後來於2011年重返亞視，同年10月4日，陳啟泰出席亞視特別舉行《亞洲電視自製節目源源不絕》記者會。是次亞視與陳啟泰簽了兩年的部頭合約，並安排他與甄詠珊合作的擔任主持節目《撻著》。但由於這兩年間亞視節目製作進一步減少，近乎停產，結果陳啟泰與林韋辰於2013年9月與合約屆滿後，沒再與亞視續約，再次離開亞視，改為以自由身藝人身份，於粵、港、澳、台，以及亞洲其他地方的電視台工作。其後陳啟泰接受專訪時透露，他因不滿當時亞視最主要投資者王征要求在全香港製作，香港播出的節目上全用普通話主持，因此感到不滿並產生離開念頭。
2017年10月，陳啟泰獲無綫電視招手加盟，雖然他不抗拒跟任何一個電視台合作，不過礙於不想簽長約而婉拒。另一方面，由於不會再在無綫電視合作，2018年陳啟泰因為ViuTV給予他較高自由度，成功吸引他過檔擔任節目主持，接近十年沒有在港拍劇的他更在ViuTV劇集《Plan B》中飾演黑社會頭目。陳啟泰曾公開表示希望能再做《百萬富翁》主持，但因為亞洲電視已經購入了版權而一直未能成事。然而，2018年，亞洲電視以OTT服務模式復活，重新製作《百萬富翁》，卻找了陳志雲做主持。陳啟泰也分別於2016及2018年獲新時代電視邀請擔任多倫多華裔小姐競選嘉賓主持。他現時活躍於中國內地。

### 其他資料
陳啟泰是全香港第一位於鏡頭前跳笨豬跳（當時稱為「徒手飛躍」）的藝人，片段可見於1992年無綫電視節目《寰宇風情》及《香港早晨》。另外，由於陳啟泰跟林韋辰及袁文傑都是無綫電視出身而後來轉投亞視的男藝人，曾是當時亞視的當紅小生，故合稱「亞視三雄」。另外，陳啟泰曾被網民惡搞，整天亞視節目時間表均被他主持的「節目」填滿，當中網民更將《十兄弟》內十兄弟十角惡搞成全由陳啟泰一人分飾。由於身體不太健康，他曾被傳媒報導他有飲尿治脫髮的習慣。事實上，陳啟泰本身肝火旺盛，從2002年起失眠，需要飲用北方清涼的地下井水才能安心睡覺。

## 個人生活
陳啟泰於1998年與任職音樂教師的圈外人陳懿恆結婚，婚後沒有子女。

## 演出作品

### 電視劇（無綫電視）
| 首播   | 劇名                             | 角色                                     |
| ------ | -------------------------------- | ---------------------------------------- |
| 1990年 | 同居三人組                       | 高 峰                                    |
| 1991年 | 浮生若夢                         |                                          |
| 1991年 | 三八佳人                         | 余錦安                                   |
| 1991年 | 灰網                             | Paul                                     |
| 1991年 | 老友鬼鬼                         | 相士                                     |
| 1992年 | 三喜臨門                         | Alex                                     |
| 1992年 | 巨人                             | 酒會司儀（第20集：客串）                 |
| 1992年 | 他來自天堂                       | 黎文海                                   |
| 1993年 | 大頭綠衣鬥殭屍                   | 李大衛（警司）                           |
| 1993年 | 壹號皇庭II                       | Wilson                                   |
| 1993年 | 精靈酒店                         | 賈俊傑                                   |
| 1993年 | 驚心都市之似夢迷離               | 陳展雲（警察）                           |
| 1993年 | 鎮金女人週記 (第2集 一國兩妻)    |                                          |
| 1994年 | 不可思議星期二（第三輯）-養鬼仔  |                                          |
| 1994年 | 愛有明天                         | 蘇文泰                                   |
| 1994年 | 再見亦是老婆                     | 馬子儒（醫生）                           |
| 1994年 | 餐餐有宋家                       | 吳啟華（醫生）                           |
| 1995年 | 前世冤家                         | 羅仲文                                   |
| 1995年 | 邊緣故事                         | 林百豪                                   |
| 1995年 | 刑事偵緝檔案                     | 江宇軒（Kelvin）［法醫官］               |
| 1995年 | 神鵰俠侶                         | 尹志平（新版神鵰俠侶已更名為「甄志丙」） |
| 1995年 | 刑事偵緝檔案II                   | 江宇軒（Kelvin）［法醫官］               |
| 1996年 | 英雄貴姓                         | 夏侯諄                                   |
| 1996年 | 當女人愛上男人                   | 林仲偉（攝影師）                         |
| 1996年 | 地獄天使                         | 趙抱石（律師）                           |
| 1996年 | 黑鳥（電視電影）                 |                                          |
| 1996年 | 的士810III（電視電影）           |                                          |
| 1996年 | 飛虎雄風II之搶灘行動（電視電影） |                                          |
| 1996年 | 孽海狂花（電視電影）             |                                          |
| 1997年 | 難兄難弟                         | 程家傑                                   |
| 1997年 | 大鬧廣昌隆                       | 車達夫                                   |
| 1997年 | 隱形怪傑                         | 徐力圖（Victor）［雜誌編輯］             |
| 1997年 | 廉政追緝令                       | 李柏基（军火贩子）                       |
| 1997年 | 鑑證實錄之「舊罪的陰影」         | 張偉明（第14-16集：單元七）              |
| 1998年 | 網上有情人                       | 陳家華（紅酒公司老闆）                   |

### 電視劇（亞洲電視）
| 首播   | 劇名                              | 角色                       |
| ------ | --------------------------------- | -------------------------- |
| 1998年 | 《我和殭屍有個約會》              | 山本一夫/山本武/山本龍一   |
| 1998年 | 《曲終情未了》                    | 黃培基                     |
| 2000年 | 《我和殭屍有個約會II》            | 山本一夫/司徒奮仁          |
| 1999年 | 《縱橫四海》                      | 劉繼祖（Joe）              |
| 1999年 | 《南海十三郎》                    | 唐滌生                     |
| 2000年 | 《世紀之戰》                      | 歐陽緯倫（心理醫生）       |
| 2000年 | 《香港一家人》                    | 陳大衛                     |
| 2000年 | 《妳想的愛》                      | 丘 遠                      |
| 2001年 | 《俠骨仁心》                      | Martin                     |
| 2002年 | 《吉祥任務》                      | 任吉祥/吉祥父              |
| 2004年 | 《我和殭屍有個約會III之永恆國度》 | 山本一夫/袁不破/完顏不破   |
| 2006年 | 《香港奇案實錄之「雨夜狂屠」》    | 馬浩然（第1-4集）          |
| 2006年 | 《情陷夜中環2》                   | 齊震宇（Simon）            |
| 2010年 | 《如果月亮有眼睛》                | 陳澄域 （2005年攝制）      |
| 2010年 | 《法網群英》                      | 湯家明 (Ben)（2008年攝制） |

### 電視劇（其他）
| 年份   | 劇名              | 角色   | 性質                 | 電視台             |
| ------ | ----------------- | ------ | -------------------- | ------------------ |
| 2018年 | 《Plan B》        | 黎 根  | 第三男主角           | ViuTV              |
| 2018年 | 《瘋人院 (戲劇)》 | 匡人和 | 第二男主角           | 優酷網絡劇         |
| 2018年 | 《蝕日風暴》      | 郭Sir  | 男配角(Kwok Man Hin) | 優酷網絡劇         |
| 2018年 | 《美麗見習生》    | 馬 楓  | 第二男主角           | 優酷網絡劇         |
| 2020年 | 《黑市》          | 死 神  | 單元角色             | ViuTV              |
| 2024年 | 《外籍之人》      | Max    | 客 串                | Amazon Prime Video |

### 節目主持（無綫電視）
| 首播        | 節目名                                                             |
| ----------- | ------------------------------------------------------------------ |
| 1990年      | 《靚歌穿梭伴我行》                                                 |
| 1990—1993年 | 《香港早晨》                                                       |
| 1991-1992年 | 《挑戰生命力》                                                     |
| 1992年      | 《Waku Waku動物再瘋狂》                                            |
| 1992年      | 《大江南北》（雲貴高原之旅）                                       |
| 1992年      | 《寰宇風情》（南澳洲特輯）                                         |
| 1992年      | 《寰宇風情》（特輯）                                               |
| 1992年      | 《寰宇風情》（太平洋之旅：昆士蘭特輯）                             |
| 1992-1993年 | 《無綫勁Show博覽會》                                               |
| 1993年      | 《減災扶貧創明天製作特輯》                                         |
| 1993年      | 《大江南北》（皖北之旅）                                           |
| 1993年      | 《歡樂今宵》                                                       |
| 1993年      | 《明日驕陽18歲》                                                   |
| 1993-1995年 | 《K-100》                                                          |
| 1995年      | 《歡樂滿東華》                                                     |
| 1997年      | 《為食到丹麥》                                                     |
| 1997年      | 《為食到英國》                                                     |
| 1997年      | 《永安中國旅遊年 吃喝玩樂在廣西》                                  |
| 1998年      | 《永安中國遊 吃喝玩樂在雲南》                                      |
| 不詳        | 《香港発エンターテインメント・シャワー》(日本NHK 放送日:1994年2月) |

### 節目主持（亞洲電視）
| 首播   | 節目名                                                     |
| ------ | ---------------------------------------------------------- |
| 1998年 | 《食匀全香港》                                             |
| 1999年 | 《第五屆十大電視廣告頒獎典禮》                             |
| 1999年 | 《永安旅遊真正旅遊嘅世界-南非》                            |
| 1999年 | 《1999亞洲小姐競選總決賽》                                 |
| 2000年 | 《駕駛生活新空間》                                         |
| 2000年 | 《尋找隱世醫術》                                           |
| 2000年 | 《亞視千禧奧運會》                                         |
| 2000年 | 《永安旅遊真正旅遊嘅世界-山東》                            |
| 2001年 | 《十大電視廣告頒獎典禮》                                   |
| 2001年 | 《百萬富翁》                                               |
| 2001年 | 《亞洲電視台慶夜 用心留住你》                              |
| 2002年 | 《董建華陳啟泰真情對話》                                   |
| 2002年 | 《第八屆十大電視廣告頒獎典禮》                             |
| 2003年 | 《第九屆十大電視廣告頒獎典禮》                             |
| 2003年 | 《世紀工程之高峽出平湖》（聲音主持）                       |
| 2003年 | 《心連心全城抗炎大行動》                                   |
| 2003年 | 《529星光薈萃賀台慶》                                      |
| 2003年 | 《葉劉淑儀：友情常在》                                     |
| 2003年 | 《粵港越好玩》                                             |
| 2004年 | 《第十屆十大電視廣告頒獎典禮》                             |
| 2004年 | 《亞視台慶新勢力》                                         |
| 2004年 | 《2004亞洲小姐競選總決賽》                                 |
| 2005年 | 《食出奇蹟》                                               |
| 2005年 | 《冷知識衝動》                                             |
| 2005年 | 《香港奇蹟QTS》                                            |
| 2005年 | 《醫食住行8點半 - 大遊俠》                                 |
| 2005年 | 《非常新加坡…全新優遊之旅》                                |
| 2005年 | 《第十一屆十大電視廣告頒獎典禮》                           |
| 2005年 | 《529真情洋溢台慶夜》                                      |
| 2005年 | 《2005亞洲小姐競選總決賽》                                 |
| 2005年 | 《2005偶像媽咪大賽》                                       |
| 2005年 | 《第二屆「四洲盃」粵港澳粵曲演唱大賽》                     |
| 2005年 | 《粵港一家親》綜藝晚會                                     |
| 2006年 | 《從香港出發》                                             |
| 2006年 | 《增值創未來》                                             |
| 2006年 | 《第一手真相》                                             |
| 2006年 | 《2006亞洲小姐競選總決賽》                                 |
| 2006年 | 《迪士尼狂歡倒數除夕夜》                                   |
| 2007年 | 《豬年吉祥賀新春》                                         |
| 2007年 | 《世界航運聚焦香港》                                       |
| 2007年 | 《從香港出發II》                                           |
| 2007年 | 《奧運精華遊》                                             |
| 2007年 | 《愛惜心血健康解碼》                                       |
| 2007年 | 《第十三屆十大電視廣告頒獎典禮》                           |
| 2007年 | 《2007亞洲小姐競選總決賽》                                 |
| 2008年 | 《鼠年吉祥賀新禧》                                         |
| 2008年 | 《香港味道》                                               |
| 2008年 | 《今日法庭》                                               |
| 2008年 | 《奧運聖火傳香港》                                         |
| 2008年 | 《世界物流香港出發》                                       |
| 2008年 | 《第十四屆十大電視廣告頒獎典禮》                           |
| 2008年 | 《香港同胞慶祝中華人民共和國成立五十九週年文藝晚會》       |
| 2008年 | 《2008亞洲小姐競選總決賽》 艷光愛地球 上篇及下篇           |
| 2009年 | 《開心大發現2009》                                         |
| 2011年 | 《人氣春晚．唱紅亞洲》                                     |
| 2011年 | 《燃點希望展新生》香港脊髓損傷基金5周年慈善籌款晚會        |
| 2011年 | 《2012 ATV 節目巡禮》                                      |
| 2011年 | 《撻著》                                                   |
| 2011年 | 《ATV 2011感動香港年度人物評選頒獎禮》                     |
| 2011年 | 《What's 噏》                                              |
| 2011年 | 《廣東省政協第八屆「四洲盃」粵港澳粵曲演唱總決賽》         |
| 2011年 | 《2011亞洲小姐大中華總決賽》                               |
| 2012年 | 《2011亞洲小姐頒獎禮》                                     |
| 2012年 | 《ATV 2012人氣春晚．唱紅亞洲》                             |
| 2012年 | 《光輝歲月亞洲電視55周年台慶啟動》                         |
| 2012年 | 《亞洲電視55周年頒獎禮》                                   |
| 2012年 | 《上海大眾汽車廣告雜誌 - 全新帕薩特 / 全新朗逸》           |
| 2012年 | 《ATV2012感動香港人物推選》                                |
| 2012年 | 《亞洲電視55周年星光大典》                                 |
| 2012年 | 《ATV 2012亞洲小姐大中華總決賽》                           |
| 2012年 | 《亞洲電視韓語劇場20年榮獲韓國文化體育觀光部長嘉許頒獎禮》 |
| 2013年 | 《ATV 2013人氣春晚 唱紅亞洲》                              |
| 2013年 | 《廣東黃金海岸遊》                                         |
| 2013年 | 《亞姐百人》                                               |
| 2013年 | 《海航二十週年晚會》                                       |
| 2013年 | 《傑出潮商系列》                                           |
| 2013年 | 《香港脊髓損傷基金會八周年2013慈善籌款晚會》               |
| 2013年 | 《手牽手 慶回歸 獻愛心系列活動啟動禮》                     |
| 2013年 | 《亞姐百人II》                                             |
| 2013年 | 《香港潮屬社團總會呈獻：國家級非物質文化遺產盂蘭勝會》     |
| 2013年 | 《澳門未來同關愛》                                         |
| 2013年 | 《ATV2013感動香港年度人物評選頒獎禮》                      |
| 2019年 | 《2019亞洲小姐香港區總決賽 》                              |
| 2019年 | 《2019亞洲小姐全球總決賽》                                 |

### 節目主持（香港有線電視）
| 首播   | 節目名                          |
| ------ | ------------------------------- |
| 2009年 | 《神探CSI》                     |
| 2010年 | 《印度‧千年一嘆》               |
| 2010年 | 《操控者》                      |
| 2010年 | 《絲路‧千年一嘆》               |
| 2010年 | 《千年一嘆‧東京樂章》           |
| 2010年 | 《四個轆‧日本周圍Look》         |
| 2010年 | 《嚐‧回味》                     |
| 2010年 | 《歐洲四部曲：綠‧都柏林》       |
| 2010年 | 《歐洲四部曲：黑‧慕尼黑》       |
| 2010年 | 《台灣‧單車‧1個ROUND》          |
| 2010年 | 《四個轆‧日本楓葉周圍Look》     |
| 2010年 | 《東京‧聖誕‧周圍Look》          |
| 2010年 | 《瘋狂睇樓團》                  |
| 2011年 | 《阿拉伯‧千年一嘆》             |
| 2011年 | 《四個轆‧台南周圍Look》         |
| 2011年 | 《迷失水世界》（旁白）          |
| 2011年 | 《我要睇樓》                    |
| 2011年 | 《我的父親母親》                |
| 2011年 | 《陳啟泰至營美食》              |
| 2011年 | 《神秘紀行‧哭泣的非洲》（旁白） |
| 2011年 | 《四個轆‧新西蘭周圍Look》       |
| 2011年 | 《四個轆‧德國周圍Look》         |
| 2011年 | 《四個轆‧泰國周圍Look》         |
| 2014年 | 《小店大廚》                    |
| 2014年 | 《陳啟泰．吳綺莉 不老的傳說》   |
| 2014年 | 《飛嘗澳門新角度》              |
| 2015年 | 《小店大廚2015》                |
| 2015年 | 《澳門文化區區賞》              |

### 節目主持（ViuTV）
| 首播   | 節目名              |
| ------ | ------------------- |
| 2017年 | 《晚吹—有病有真相》 |

### 節目主持（香港開電視）
| 首播   | 節目名稱           |
| ------ | ------------------ |
| 2018年 | 《勝利道》         |
| 2020年 | 《守護香港的故事》 |

### 戲劇／主持（香港電台）
| 首播   | 劇名／節目名                                                                    |
| ------ | ------------------------------------------------------------------------------- |
| 1994年 | 《屋簷下之「情人，知己」》                                                      |
| 1994年 | 《廉政行動1994》飾 區達明（廉署調查員）                                         |
| 1996年 | 《屋簷下之「且共從容」》                                                        |
| 1997年 | 《寫意空間之「酒徒」》〔1998年第三十四屆芝加哥國際電影電視節—銀獎（教育節目）〕 |
| 1999年 | 《英語遊踪》                                                                    |
| 2000年 | 《寫意空間之「殂落」》                                                          |
| 2002年 | 《自在過一生》（故事誦述）                                                      |
| 2003年 | 《生命連線》（主持）                                                            |
| 2004年 | 《醫生與你. 傳染病系列》（主持）                                                |
| 2006年 | 《廉政全接觸》                                                                  |
| 2006年 | 《廉政透視》（主持）                                                            |
| 2011年 | 《廉政行動2011之「心魔」》飾 丁文康 〔第60屆哥倫布國際電影及錄像節：優異奬〕    |
| 2012年 | 《好想藝術之Make a Change-「末日前的死亡習作」》（特別演出）                    |

### 音樂節目
| 首播   | 節目名                         |
| ------ | ------------------------------ |
| 2002年 | 亞洲電視《泰·友情音樂會》      |
| 2009年 | 廣東電視台《陳啟泰電視演唱會》 |

### 其他
| 首播   | 節目名                                                                                       |
| ------ | -------------------------------------------------------------------------------------------- |
| 2004年 | 《中華情-全球華語優秀原創歌曲大型演唱會》（司儀）                                            |
| 2008年 | 『十大過二十音樂會』                                                                         |
| 2008年 | 《演藝界512關愛行動大匯演》（司儀）                                                          |
| 2009年 | 《第十七届新丝路中国模特大赛全国总决赛》（司仪）                                             |
| 2011年 | 廣東電視台《麥王爭霸》（主評委及表演嘉賓）                                                   |
| 2012年 | 上海東方衛視《聲動亞洲》（參賽者）                                                           |
| 2012年 | 《福州月 中華情 2012年中央電視台中秋晚會》（司儀）                                           |
| 2013年 | 北京師範大學-香港浸會大學聯合國際學院（UIC）第五期名人堂講座 《我和夢想有個約會—歌手陳啟泰》 |
| 2014年 | 《十大一世﹒愛》音樂會                                                                       |
| 2016年 | 多倫多華裔小姐競選 （嘉賓司儀）                                                              |
| 2018年 | 央视春节联欢晚会（香港分会场，与鲁健和李志刚）                                               |
| 2018年 | 多倫多華裔小姐競選 （嘉賓司儀）                                                              |
| 2019年 | 央视春节联欢晚会深圳分会场节目展播暨深圳春晚                                                 |
| 2019年 | 深圳庆祝中华人民共和国成立七十周年大型文艺晚会                                               |
| 2020年 | 《「1000萬求一路」尋回昔日香港總決賽》主持                                                   |

## 廣播劇
| 首播   | 劇名                                     | 角色   |
| ------ | ---------------------------------------- | ------ |
| 2002年 | 商業電台 叱咤903 903王牌廣播劇《巴治奧》 | 蔣偉利 |
| 2007年 | 新城恐怖熱線廣播劇《末世驚魂錄》         | 葉武   |
| 2010年 | 香港電台廣播劇《醫院X檔案》              | 紀皓倫 |

## 電影
| 首播   | 片名                                                | 角色      | 備註           |
| ------ | --------------------------------------------------- | --------- | -------------- |
| 1991年 | 《烈火危情》                                        |           |                |
| 1992年 | 《92應召女郎》                                      |           |                |
| 1993年 | 《紙盒藏屍之公審》                                  | 李兆輝    |                |
| 1993年 | 《天長地久》                                        |           |                |
| 1993年 | 《同居關係》                                        |           |                |
| 1994年 | 《霓虹光管高高挂女子公寓》（台譯：《女子1/2公寓》） |           |                |
| 1994年 | 《三個相愛的少年》                                  |           |                |
| 1994年 | 《重金属》                                          |           |                |
| 1994年 | 《風塵三女侠》                                      |           |                |
| 1995年 | 《九紋龍的謊言》                                    |           |                |
| 1995年 | 《終身大事》                                        |           |                |
| 1995年 | 《影子敌人》                                        |           |                |
| 1995年 | 《二月三十》                                        | 林宏俊    |                |
| 1995年 | 《旺角的天空》（台譯：《殺手的天空》）              |           |                |
| 1996年 | 《黑鳥》（電視電影）                                |           |                |
| 1997年 | 《十萬火急》（台譯：《烈火雄心119》）               |           |                |
| 2004年 | 《功夫老爸》                                        |           |                |
| 2016年 | 《芻狗》                                            |           |                |
| 2020年 | 《無間行者之生死潛行》（前名：戒命人）              | 宋正光    |                |
| 2023年 | 《見怪》                                            | 鬼面/鬼哥 | 愛奇藝網絡電影 |

## 舞台劇
- 2002年《East Meets West》 Musical
- 2009年《仙樂飄飄處處聞》音樂劇粵語版（春天舞台製作有限公司[12]）
- 2010年《仙樂飄飄處處聞》粵語音樂劇載譽重演
- 2012年《仙樂飄飄處處聞》粵語音樂劇第三度公演

## 音樂作品

### 唱片
| 專輯資料                                                                                   | 曲 目 |
| ------------------------------------------------------------------------------------------ | --- |
| 《最後答案》 - 發行日期：2002年3月20日 - 發行公司：佳音音樂（太平洋）有限公司              | 曲目 1. 情歌 2. 最後答案 3. 唯識 4. 我漸明白你（親子情未了主題曲） 5. 永遠內疚（親子情未了插曲） 6. 眼耳口鼻 7. 假如真的有個約會 8. 最後答案（第二版） 9. Outro |
| 《香港往事》 - 發行日期：2009年1月10日 - 發行公司：廣州塗鴉文化傳播有限公司                | 曲目 1. 堆積情感 2. 千支針刺在心 3. 郵差 4. 幾許風雨 5. 印象 6. 似是故人來 7. 情人 8. 明知故犯 9. 飄雪 10. 星語星願 11. 天各一方                                |
| 《小說》 - 發行日期：2012年7月 - 發行公司：盛泰文化發展有限公司/广东星外星文化传播有限公司 | 曲目 1. Baby Baby 2. 兰州姑娘 3. 微小说 |
| 《I Miss U So 溫柔殺手》 - 發行日期：2016年9月 - 發行公司：廣州塗鴉文化傳播有限公司        | 曲目 1. 1I Miss U So 2. 温柔杀手 3. 彩虹碎片 4. 冧滋滋 5. 西大望路的孤单 6. 你让我一败涂地 7. 蓝调王国 8. baby baby(粤語版)                                     |

### 單曲
- 1999年：〈今生他生〉〈問天〉（亞視劇集《我和殭屍有個約會II》插曲）
- 2002年：〈宿命〉（亞視劇集《吉祥任務》主題曲）
- 2004年：〈永恆國度〉〈孤星〉（亞視劇集《我和殭屍有個約會III》主題曲/插曲）
- 2006年：〈心計〉（亞視劇集《香港奇案實錄》主題曲）
- 2006年：〈月照有情人〉（亞視劇集《如果月亮有眼睛》主題曲）
- 2007年：〈燦爛2008〉（亞視節目《中國體育大英雄》主題曲）
- 2007年：〈忍不住想你〉
- 2008年：〈相距與靠近〉（迪士尼電影《魔法奇緣》插曲）
- 2008年：〈海市蜃楼〉
- 2010年：〈祈禱〉〈你是我唯一的祈求〉
- 2013年：〈I miss u so〉
- 2018年：〈大世界〉
- 2019年：〈為了忘卻的幾年〉

#### 派台歌曲成績
| 專輯 (年份)            | 歌曲            | 903專業推介 | 中文歌曲龍虎榜 | 新城勁爆本地榜 | 音樂先鋒榜 | 新城國語力排行榜 | 華語金曲榜 | 備註       |
| 《最後答案》（2002年） | 最後答案        | 16          | 1              | 1              |            |                  |            | 兩台冠軍歌 |
| 《最後答案》（2002年） | 情歌            |             | 14             |                |            |                  |            |            |
| 《香港往事》（2009年） | 郵差            |             |                |                |            |                  |            |            |
| 《小說》（2012年）     | Baby Baby       |             |                |                | 1          | 8                |            |            |
| 《小說》（2012年）     | 蘭州姑娘        |             |                |                | 13         |                  |            |            |
| 《小說》（2012年）     | 微小說          |             |                |                |            |                  | 6          |            |
| （2013年）             | I miss u so     |             |                |                |            | 5                | 9          |            |
|                        | 各台冠軍歌數目: | 0           | 1              | 1              | 1          | 0                | 0          |            |

(*)仍上榜

粗體名次為冠軍，歌曲名稱粗體為冠軍歌

(#)因陳啟泰為亞洲電視/有線電視男藝員，歌曲不會派到TVB

## 曾獲獎項
| 年份   | 獎項                                                         |
| ------ | ------------------------------------------------------------ |
| 1988年 | 香港電臺「聽歌學英文-88新星英文歌曲挑戰賽」亞軍              |
| 2001年 | 君子雜誌 「Men Of Power 2001」                               |
| 2001年 | 明報周刊 「演藝動力大獎2001」最突出電視男藝員                |
| 2001年 | 亞洲電視台慶夜-用心留住你之「最受廣告客戶歡迎男藝員獎」      |
| 2001年 | 亞洲電視大獎 2001「最佳輕鬆娛樂主持人」銀獎                  |
| 2002年 | 壹電視大獎2002「十大電視藝人」第四位／聲色藝俱全藝人大獎     |
| 2002年 | 快周刊 「最快上位之星」                                      |
| 2004年 | 新城「白演繹大獎」（我和殭屍有個約會III之永恆角度–完顏不破） |
| 2007年 | 南方都市報「十年娛樂貢獻獎電視獎」                           |
| 2007年 | 上海電視節「最具人氣大獎」                                   |
| 2009年 | 華語音樂盛典2009「最愛流行爵士歌手獎」                       |
| 2011年 | 新城國語力頒獎禮2011「新城國語力歌曲」（《Baby Baby》）      |
| 2011年 | 華語金曲獎2011「優秀國語歌曲」（《蘭州姑娘》）               |
| 2011年 | 音樂先鋒榜2011「年度最佳影視歌手」                           |
| 2013年 | 第9屆勁歌王全球華人樂壇音樂盛典「最佳主持人歌手」            |

## 外部連結
- 陳啟泰的Facebook專頁
- 陳啟泰的新浪微博
- 與陳啟泰相逢（陳啟泰非官方網站） （页面存档备份，存于）
- 陳啟泰在香港影庫上的簡介
- 陳啟泰在豆瓣上的资料（简体中文）
- 陳啟泰在时光网上的簡介（简体中文）
- 星外星唱片 陳啟泰《小說》購買攻略